# Parafia Ścięcia św. Jana Chrzciciela w Mszannej
Parafia Ścięcia św. Jana Chrzciciela w Mszannej – parafia rzymskokatolicka w dekanacie łosickim.
Pierwszą świątynią we wsi była cerkiew greckokatolicka, która w 1875, wskutek likwidacji unickiej diecezji chełmskiej została zamieniona na świątynię prawosławną. W 1914 we wsi wzniesiono nową cerkiew w stylu stylu bizantyjsko-rosyjskim, która w 1917 została zamieniona na rzymskokatolicki kościół.
W 1925 została erygowana parafia obrządku łacińskiego, z części parafii hadynowskiej.  
Parafia posiada księgi parafialne prowadzone od 1926 r. Terytorialnie obejmuje Mszannę.